# Adriano in Siria
Adriano in Siria (Hadrianus i Syrien) är en opera seria i tre akter med musik av Giovanni Battista Pergolesi och libretto av Pietro Metastasio.

## Historia
Operan skrevs som en födelsedagshyllning till drottningen av Spanien, Elisabet Farnese, men även som ett tillfälle för den firade kastratsångaren Caffarelli att visa upp sig i rollen som Farnaspe. Texten anpassades också för att passa Caffarelli. Operans höjdpunkter återfinns i slutet av varje akt. Akt I slutar med Farnaspes da capo-aria "Lieto così tal volta", vilket gav Caffarelli möjlighet att visa upp alla sina färdigheter, och en kadens för oboe och sång. Akt II slutar med ytterligare ett kraftprov för Farnaspe, arian "Torbido in volto e nero", karaktäriserad av starka, dynamiska kontraster och en hotande skildring av havets kraft. Ett kort och glädjefullt körnummer till Hadrianus ära avslutar hela operan.
Verket hade premiär den 25 oktober 1734 på Teatro San Bartolomeo i Neapel. Vid samma tillfälle framfördes även operaintermezzot Livietta e Tracollo, som en komisk kontrast till den tragiska huvudoperan.

## Personer
- Adriano (Hadrianus), romersk kejsare (sopran)
- Emirena, Osroas dotter och trolovad med Farnaspe (sopran)
- Prins Farnaspe, vän till Osroa (soprankastrat)
- Osroa, parthernas kung (tenor)
- Sabina (Vibia Sabina), förlovad med kejsare Adriano (sopran)
- Aquilio, Adrianos förtrogna, hemligt förälskad i Sabina (sopran)

## Handling
Den romerske kejsaren Adriano älskar Emirena, den nyligen tillfångatagna dottern till parthernas kung Osroa. Prins Farnaspe älskar också Emirena. Till råga på allt är Adriano förlovad med Sabina. Till slut återfår kung Osroa sitt kungadöme, Emirena gifter sig med Farnaspe och Sabina lovas bort till kejsaren.